# Alex Castellanos

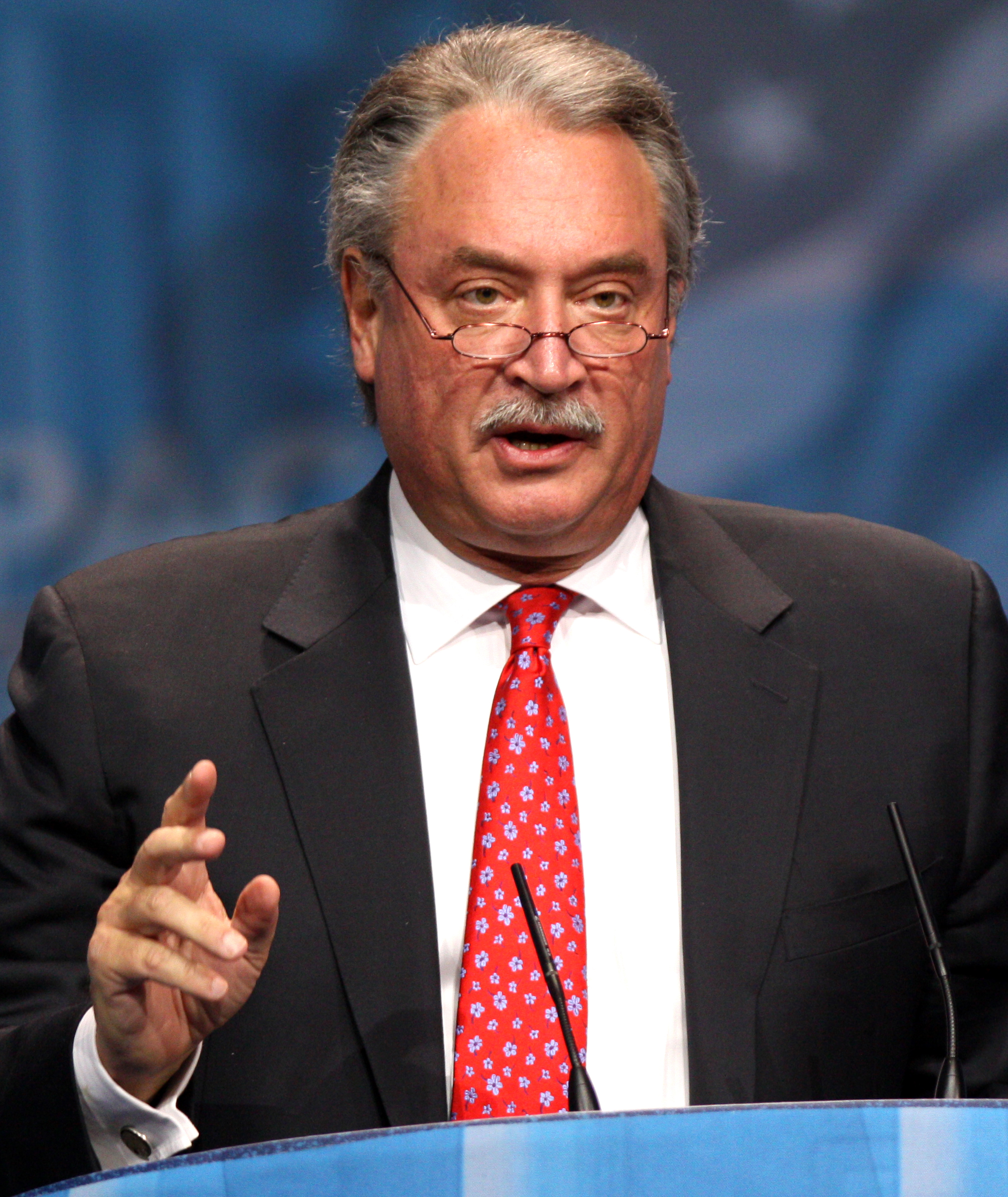
Alex Castellanos

Alex Castellanos, eigentlich Alejandro Castellanos (* 1954 in Havanna, Kuba) ist ein kubanisch-amerikanischer politischer Berater und Aktivist.

## Leben
Castellanos Eltern Jose und Olga flohen 1961 mit ihm und seiner jüngeren Schwester Laura aus Kuba in die Vereinigten Staaten. Dort wuchs Castellanos, der fließend Spanisch spricht, in der Kleinstadt Coats in North Carolina auf. Nach dem Studium an der University of North Carolina wandte er sich der Politik zu. Seit den 1980er Jahren arbeitet er als politischer Stratege und Kampagnen-Organisator für die Republikanische Partei.
Er hat bislang für sieben amerikanische Präsidentschaftskandidaten sowie eine Reihe von Gouverneurs- und Senatskandidaten gearbeitet. Insgesamt hat er 9 Senatoren und 6 Gouverneuren ins Amt geholfen. Castellanos trat häufig als Vertreter konservativer/republikanischer Standpunkte in politischen Talk- und Informationssendungen im Programm verschiedener amerikanischer Sendeanstalten auf, so bei CNN in Sendungen wie The Situation Room (mit Wolf Blitzer), AC 360 (mit Anderson Cooper) und Larry King Live (mit Larry King); bei MSNBC in Sendungen wie Hardball (mit Chris Matthews), bei NBC in Sendungen wie Meet the Press.
Bis Dezember 2008 war Castellanos Fellow des Institute of Politics an der John F. Kennedy School of Government. Er ist zudem Chairman und Mitbegründer der „Purple Strategies LLC“.

## Arbeit als Wahlhelfer
Im Jahr 1984 unterstützte er die Senatoren Jesse Helms und Strom Thurmond bei ihren Wiederwahlkampagnen. Bei dieser Gelegenheit lernte er Mike Murphy (* 1962) kennen, mit dem er später die Firma Murphy & Castellanos gründete, die sich 1988 an der Präsidentschaftskampagne für Bob Dole beteiligte. 1990 gründete Castellanos gemeinsam mit Robin Roberts die National Media Inc. Er unterstützte die Kampagnen für die Präsidentschaftskandidaten George H. W. Bush (1992), George W. Bush (2000 und 2004). Während des US-Wahlkampfes von 2004 produzierte Castellanos verschiedene Fernsehwerbespots für den republikanischen Kandidaten George W. Bush. Während der Kampagne durchliefen, Berichten zufolge, mehr als die Hälfte aller Wahlkampfausgaben des Bush-Kampagne Castellanos Firma Maverick Media.
Von 2007 bis 2008 war Castellanos eine der Führungsfiguren in der Wahlkampagne des Bewerbers um die republikanische Präsidentschaftsnominierung Mitt Romney. Nach Romneys Ausscheiden aus dem Wahlkampf um die republikanische Präsidentschaftsnominierung unterstützte Castellanos den letztlich erfolglosen republikanischen Kandidaten John McCain.

## Kontroversen

### White Hands-Werbespot (1990)
1990 war Castellanos in die Kontroverse um den sogenannten White Hands-Werbespot verwickelt: Dabei handelte es sich um einen politischen Werbespot, den Castellanos während des Senatswahlkampfes von 1990 im Auftrag der Wahlkampf-Kampagne von Jesse Helms, dem republikanischen Senator des US-Bundesstaates North Carolina produzierte. Der Spot, der sich gegen Helms afroamerikanische Gegenkandidatin Harvey Gantt wendete, wurde mehrere Wochen in lokalen Fernsehsendern des Bundesstaates geschaltet und verdankt seinen Namen seinem visuellen Aufbau: der Spot zeigt die Hände eines weißen Mannes (englisch white Hands; der Rest des Körpers wird nicht gezeigt), der die Absage auf eine von ihm bei einer Firma eingereichte Bewerbung zerknüllt, während eine Stimme aus dem Off verkündet: Sie sind dringend auf diesen Job angewiesen. Aber … “they had to give it to a minority.” (deutsch: „sie mussten ihn an eine Minderheit vergeben.“)
Castellanos erklärte später, dass die beabsichtigte Aussage hinter der Kampagne eigentlich so gemeint war: “nobody should get a job, or be denied a job because of the color of their skin.” (deutsch: „Niemand sollte einen Job bekommen oder aufgrund der Hautfarbe für einen Job abgelehnt werden.“)

### Pro-Todesstrafe Werbespot für die Bush-Kampagne (1994)
Ebenfalls für hitzige Auseinandersetzungen sorgte ein Werbespot, den Castellanos 1994 während des Gouverneurs-Wahlkampf im US-Bundesstaat Florida für den republikanischen Kandidaten für das Gouverneursamt Jeb Bush produzierte. Der Spot bestand aus einem Interview mit der Mutter eines ermordeten zehnjährigen Mädchens, die sich darüber beschwerte, dass Bushs Gegenkandidat, der demokratische Gouverneur von Florida, Chiles, sich geweigert habe, den Vollstreckungsbefehl für die Hinrichtung des Täters zu überführen. Chiles reagierte auf die Attacke mit dem Hinweis, dass das Berufungsverfahren noch nicht abgeschlossen sei und er daher gar nicht berechtigt sei, die Vollstreckung der Strafe zu veranlassen. Zeitungen und Fernsehanstalten bezichtigten Bush daraufhin der Demagogie und des Lügens. Nach der Wahl, in der Bush knapp unterlag, machten viele Kommentatoren die negative Reaktion auf die Aktion für seine Wahlniederlage mitverantwortlich.

### Ratten-Werbespot für die Bush-Kampagne (2000)
Während des US-Präsidentschaftswahlkampfes von 2000 produzierte Castellanos einen Werbespot für die Kampagne des republikanischen Kandidaten George W. Bush, der als rats-Spott bekannt wurde. In dem Spot wurde der Plan des damaligen demokratischen Präsidentschaftskandidaten Al Gore für eine Reform des Verschreibungswesens für Medikamente scharf angegriffen: neben einem Bild Gores blitzt für einen Sekundenbruchteils das Wort „rats“ (Ratten) auf, bevor dieses durch kurz darauf eingeblendete Buchstaben zu „bureaucrats“ (Bürokraten) ergänzt wird.
Der Spot sorgte für weitreichende Empörung und wurde weithin als planvolle Diffamierung Gores kritisiert. Castellanos verteidigte sich mit der Behauptung, dass die kurze Einblendung der „Wortsilbe“ rats reiner Zufall gewesen sei und sich aus den technischen Gegebenheiten des Spots ergeben habe.

## Publikationen (Auswahl)
- mit Fred L. Smith, Robert D. Novak: Field guide for effective communication. Competitive Enterprise Institute, National Media, Inc., Washington, DC / Alexandria, VA 2004 (englisch).